# Raffaello Gambino
Raffaello Gambino (Roma, 18 aprile 1928 – 26 agosto 1989) è stato un pallanuotista italiano, vincitore di una medaglia di bronzo all'olimpiade di Helsinki 1952. e agli europei di Torino 1954. Con la Lazio vinse lo scudetto nel 1956.